# Госпитальерский Родос
История Родоса при госпитальерах — период истории острова Родос с 1310 по 1522 год. Остров был суверенным владением ордена госпитальеров, которые переселились туда из Палестины и Кипра при великом магистре Гийоме де Вилларе.

## История
После уничтожения Иерусалимского королевства с падением Акры в 1291 году, орден нашёл пристанище в королевстве Кипр.
Из-за неоднократных разногласий с королём Кипра Генрихом II по поводу привилегий госпитальеров, великий магистр Гийом де Вилларе принял решение перевести орден на принадлежавший Византии остров Родос. Затем он отправился в Авиньон и Париж, чтобы попросить помощи и согласия у папы Климента V и короля Франции Филиппа IV. Папа одобрил проект и приказал отправить новых крестоносцев, не раскрывая им цели похода, и в сентябре 1308 года флот генуэзских и неаполитанских кораблей отплыл из Бриндизи. Император Андроник II отклонил просьбу Вилларе отдать им остров на правах вассалитета в обмен на борьбу с пиратами и предоставление воинского отряда, и послал подкрепление для защиты острова.15 августа 1310 года, после более чем четырехлетней кампании, город Родос сдался рыцарям. Они также получили контроль над рядом соседних островов, анатолийским портом Галикарнас и островом Кастелоризон.

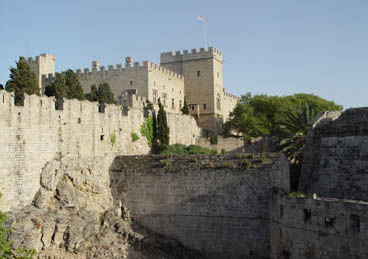
Родосский замок госпитальеров.

На Родосе постоянных рыцарей каждого языка возглавлял бало. Английским великим приором в то время был Филипп де Тэм, который с 1330 по 1358 год приобрёл поместья для своих земляков. В 1334 году рыцари Родоса отбили атаку императора Андроника III и его турецких союзников. В XIV веке было ещё несколько подобных сражений, в частности, при великом магистре Дьедонне де Гозоне.
В 1374 году в ходе крестового похода госпитальеры захватили Смирну, которую удерживали до прихода Тимура в 1402 году. 
После захвата Родоса госпитальеры стали более воинственными, особенно благодаря борьбе с берберскими пиратами. В XV веке Родос выдержал две осады: мамлюкского султана Аз-Захира Джакмака (1444) и османского султана Мехмеда Завоевателя (1480).
В 1402 году госпитальеры построили Замок Святого Петра на полуострове Галикарнас (нынешний Бодрум), для чего использовали стройматериалы частично разрушенного мавзолея в Галикарнасе.
В 1522 году к Родосу прибыло 400 турецких кораблей под командованием султана Сулеймана Великолепного со 100—200 тыс. войском. Осада длилась шесть месяцев, по итогам которой выжившие из 7-тысячного гарнизона получили разрешение отплыть к Сицилии. Несмотря на поражение, папа Адриан VI провозгласил великого магистра Филиппа Вилье де Лиль-Адана защитником веры.